# La Bussière-sur-Ouche
La Bussière-sur-Ouche település Franciaországban, Côte-d’Or megyében. Lakosainak száma 185 fő (2022. január 1.). La Bussière-sur-Ouche Échannay, Veuvey-sur-Ouche, Bouhey, Saint-Jean-de-Bœuf, Saint-Victor-sur-Ouche, Barbirey-sur-Ouche, Châteauneuf, Commarin, Grenant-lès-Sombernon és Montoillot községekkel határos.

## Népesség
A település népességének változása:
| Lakosok száma | 138  | 180  | 220  | 163  | 137  | 145  | 159  | 160  | 160  | 185  |
|               | 1968 | 1982 | 1990 | 2006 | 2013 | 2015 | 2017 | 2019 | 2020 | 2022 |